# تشارلوتنبرغ
تشارلوتنبرغ هو حي من أحياء منطقة تشارلوتنبرغ-فيلمرزدورف في برلين عاصمة ألمانيا.
تأسست على شكل قرية عام 1705 وحملت اسم صوفي شارلوته هانوفر ملكة بروسيا، وتشتهر بقصر تشارلوتنبرغ الذي يعد أكبر القصور الملكية المتبقية في ألمانيا، بالإضافة للمتاحف المجاورة.

## أعلام
- هرمان فون هلمهولتز
- تيودور مومسن
- فرديناند جورج فروبنيوس
- إيرنست فيرنر فون سيمنز
- ليو فون كابريفي